# João Dedeus Freitas Netto
João Dedeus Freitas Netto (Curitiba, 18 de dezembro de 1922 - Curitiba, 26 de outubro de 2004) foi um médico, jornalista, historiador e expedicionário brasileiro.
No jornalismo, Dedeus iniciou a carreira aos 16 anos de idade, trabalhando no Jornal Diário da Tarde, entre outros periódicos que atuou ao longo da sua vida, ou como repórter, redator ou diretor de O Dia, O Estado, O Estado do Paraná, e na sucursal regional de O Globo. Por longos anos foi diretor da Imprensa Oficial do Estado do Paraná e também foi coordenador do projeto Memória Histórica do Paraná. Freitas Netto foi presidente do Sindicato dos Jornalistas do Paraná.
Formado em Medicina pela Universidade Federal do Paraná em 1951, exerceu funções na Secretaria de Saúde do Estado do Paraná, implantano o programa de sanitarismo.
Em 1944 foi enviado para a Itália como pracinha da Força Expedicionária Brasileira, sendo ferido em combate. Recebeu as medalhas "Sangue do Brasil", "Medalha Mérito de Campanha" e a "Medalha Marechal Mascarenhas de Moraes", pelo seu desempenho nos campos de batalha, dos quais retornou em meados de 1945.